# Волков Роман Анатолійович
Рома́н Анато́лійович Во́лков (*1961) — доктор біологічних наук, професор, завідувач кафедри молекулярної генетики та біотехнології Чернівецького національного університету імені Юрія Федьковича.

## Біографічні відомості
Р. А. Волков народився у 1961 році у Чернівцях. В 1983 році закінчив Чернівецький університет імені Юрія Федьковича.
Доктор біологічних наук (1996 р.), професор.
З 1983 працює у Чернівецькому університеті. З 1996 по 2005 знаходився на науково-дослідній та викладацькій роботі у Німеччині. Стипендіат фонду Олександра фон Гумбольдта (1996—1997), приват-доцент університету міста Тюбінген (2004). У 2005 році повернувся до Чернівецького університету, де заснував та очолив кафедру молекулярної генетики та біотехнології.
Член редколегії двох наукових журналів, член спеціалізованої ученої ради із захисту докторських та кандидатських дисертацій. Під його керівництвом в Україні та Німеччині підготовлено та захищено чотири кандидатські та Ph.D. дисертації.

### Наукова діяльність
Автор близько 200 наукових та науково-методичних праць.
Наукові інтереси Р. А. Волкова охоплюють такі теми: епігенетика та молекулярні механізми гібридизації та поліплоїдизації у рослин (стабільність геному, структурні перебудови та диференційна експресія рибосомальної ДНК, ядерцеве домінування); молекулярні маркери, поліморфізм у популяціях, видоутворення та молекулярна таксономія у еукаріот; молекулярна фізіологія абіотичного стресу, молекулярна еволюція стресових генів.
Волков вперше описав явище молекулярної реорганізації та міжлокусної конверсії 35S рДНК батьківських видів у геномі алополіплоїдів, що принесло йому міжнародне визнання.
Голова Чернівецького обласного відділення УТГіС ім. М. І. Вавилова.

## Родина
Дід: Волков Роман Михайлович — доктор філологічних наук, професор, перший ректор Одеського інститут народної освіти (ОІНО), засновник філологічного факультету Одеського університету імені І. І. Мечникова, проректор й завідувач кафедри Львівського та Чернівецького університетів.
Батько: Волков Анатолій Романович — доктор філологічних наук, професор, завідувач кафедри Чернівецького університету.